# 露仏同盟

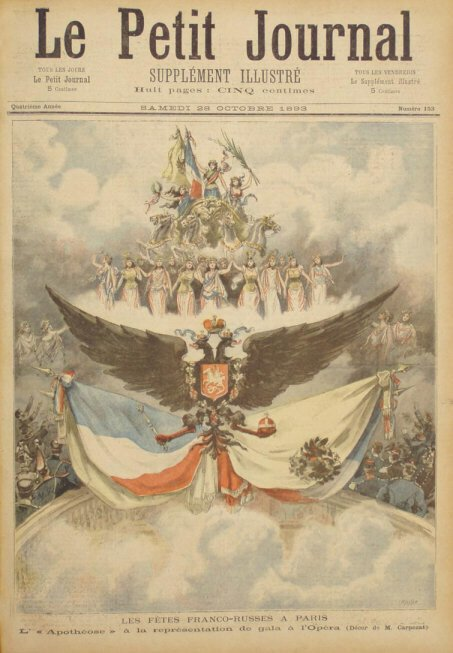
フランスの雑誌「Le Petit Journal」1893年10月号の表紙。露仏両国の国旗を交えるイラストで、露仏同盟を報じている。

露仏同盟（ろふつどうめい、ロシア語: Франко-русский союз、フランス語: Alliance franco-russe）は、第三共和政期のフランスとロシア帝国の間で成立した軍事同盟。経済的対立をふくむ欧州情勢の混迷を背景として、両国の交渉はビスマルク辞職後の1890年にドイツ側が独露再保障条約の更新を拒絶し、1891年から公然化した。公式の同盟は1894年1月4日に締結され、そこで三国同盟を仮想敵とする集団的自衛が定められた。
ドイツ皇帝ヴィルヘルム2世は世界政策を掲げ、艦隊法の制定以降イギリスとの建艦競争に突入した上、いわゆる3B政策を企図してロシアとの関係も悪化させた。露仏同盟は三国協商の土台となり、日英同盟と結びつき対独包囲網を形成した。

## ヴェルダン条約を超えて
ロシアはクリミア戦争やシベリア鉄道等に多額の融資を必要としてきた。この需要に対して各国同様、ドイツの銀行団も貸していた。ロシア・ドイツ間の取引は1822年の600万ポンド借款まで遡る。翌年にルドウィッグ・スティグリッツはベアリングス銀行とホープ商会の協力を得て4千万ルーブルを起債した。
大局的には1848年革命でウィーン体制が動揺し、ユグノーに寛大なプロイセンが台頭した。ここでより大切な点は経済的国情であり、プロイセンはメリノ・ウールの無敵ともいえる国際競争力を武器とし、特にロシアに対する経済的な影響力を獲得したのである。カトリック教国のハプスブルク君主国としては、ライバルの羊毛生産に貢献したコッカリルをベルギーの金融シンジケートに落ち着け、またローマ教皇とも息を合わせて啓蒙思想による産業合理化を進めた。しかし普墺戦争に敗れてしまった。
ベルギーはラテン通貨同盟に参加していた。そこでアウスグライヒの1867年9月、親ハンガリーかつ新教徒迫害歴のあるザルツブルクでフランツ・ヨーゼフ1世がナポレオン3世と会見した。ナポレオン3世は同年4月、オットー・フォン・ビスマルクにルクセンブルク買収計画を挫かれていた。ナポレオン3世はリソルジメントに対する影響力を用いて教皇庁を守るという連携に出たが、普仏戦争に敗北して武力的な戦略がとれなくなった。しかし、ドイツがイタリアに持つ経済的な影響力は資金力が脆弱な兼営銀行に限定されていた。そしてアルザス・ロレーヌを奪われたフランス大資本がベルギーを通してロシアへ投資を繰り出すようになった。

## 真の火薬庫イスタンブール
フランスがベルギー投資を続けるには、ドイツに払った賠償金50億フランの代償をどこかで得る必要があった。それがオスマン債務管理局を通した地中海開発事業である。オスマン帝国の財務を握っていたカモンド家、借款を使ってスエズ利権を手にしたディズレーリ首相、いずれにも顔の利くロスチャイルド家をチャンネルとして、フランスとイギリスはオスマン帝国の分割に精を出した。壮大なビジネスであったから、ドイツはロシア国債の引受を断ってでも資金を振り向け、先客の英仏に嫌悪されながら、バイエルンなどオーストリアに近いドイツ南部諸邦の利益となる範囲で、アナトリアの鉄道事業等に食い込んでいった。
1888年11月12日の機密第73号電報で、募集額5億フラン中、フランス銀行団が3億2500万フランを引き受け、残りはロンドン・アムステルダム・ベルリンおよびサンクトペテルブルク数行のシンジケートが引受けると発電された。ロシアは翌年にも7億フランと12億フランの外債をパリ証券取引所で募集し、引き受け手を見つけることができた。1890年、ドイツ帝国の宰相であったビスマルクの辞任にともない、従来のドイツ外交に変化がもたらされた。これまでのドイツ外交は、フランスの孤立化を重視する観点から対ロシア外交を重視した（ビスマルク体制参照）が、この年より親政を行うことになった皇帝・ヴィルヘルム2世はこのことに固執しなかった。そして、1887年より継続していた独露再保障条約が更新されないことになった。1891年、金銀比価が元に戻れないような勢いで開き始め、大不況のクライマックスがドイツにそびえるユリウスの塔（賠償金の一部を保管）を輝かせた。

## アレクサンドル3世の近代化
オスマン債務管理局の開設年に即位したアレクサンドル3世の治世とその前後にベルギー資本が動いた。先代のアレクサンドル2世はサンクトペテルブルクでポーランド人に殺された。
そのときすでにプラハでコッカリル系のワルシャワ製鋼（Towarzystwo Warszawskiej Fabryki Stali）が正式認可を受けていた。1888年ともなると、コッカリル本社がクリヴォイログの鉄鉱山に進出、ワルシャワ製鋼と合弁で南ロシア製鉄株式会社を設立した。コッカリルは1894年にアルマズナイヤ炭鉱を、1895年にはニコライエフ造船所を設立した。これらの生産力は親会社に匹敵し、高配当をもたらした。うらやましくなったソジェンもロシア資本と提携して1895年にロシア・ベルギー製鉄を設立した。この世紀末にベルギーの産業資本が次々とロシアへ進出したが、1900-1901年の恐慌で大きな損失を被った。これらの救済融資はサンクトペテルブルクへ進出していたフランスの大銀行が行ったので、やはりメインバンクの支配下となった。
露仏同盟は露清銀行を代表とする外資の呼び水となった。1891年より建設に着手するシベリア鉄道等、ロシア企業へ巨額の外資、特にベルギー資本が流入した。債権を除いた国別外国投資をフランス・イギリス・ドイツ・ベルギーの順に100万ルーブル単位で記す。1890年は61.4、29.8、68.8、17.1であった。それが1900年に210.1、102.8、197.4、220.1となった。この1900年、ロシアの銀行の総資本に占める外資の割合は28.3％に達していた。それから第一次世界大戦勃発まで、フランスからの国別対外投資額はロシアが断然首位であって、2-4位のスペイン・オーストリア・オスマン帝国への3カ国投資額合計が1902年でロシアを少し越えていたのが、1914年わずかに届かなくなった。1890年から1912年の統計によると、フランスは好況下のロシアには民間投資をし、不況下のロシアには一層の巨額を公債に投じた。不断に投下された資本はロシア革命で回収が問題となってシベリア出兵に発展した。